# 小椋研介
小椋 研介（おぐら けんすけ、1982年1月30日 - ）は、愛知県春日井市出身の日本中央競馬会 (JRA) ・栗東トレーニングセンターに所属している調教師。

## 来歴
ゲーム『ダービースタリオン』や漫画・アニメ『みどりのマキバオー』をきっかけに競馬に興味を持った。初めての競馬観戦はフラワーパークが勝った1996年の高松宮杯だった。武豊の騎乗フォームに憧れ騎手も考えたが、視力が悪く断念した。
厩務員を目指し、愛知県立春日井高等学校から東京農業大学に進学し、神奈川県の厚木キャンパスで乗馬サークルに入部。そこで初めて馬にまたがった。農学部畜産学科を卒業後、千葉県のセグチレーシングステーブルを経て、2006年4月、JRA競馬学校厩務員課程に入学する。
2007年4月、栗東・境直行厩舎所属の厩務員になり、5月には調教助手になる。
境の定年に伴い、2015年3月から栗東・松下武士厩舎で調教助手になる。松下厩舎では交流重賞3勝のシャマルを担当した。
2022年12月、6回目の受験、2次試験は3回目で調教師試験に合格。2023年の準備期間は技術調教師として同年の全国リーディングを獲得することとなる杉山晴紀厩舎で研修。
2024年3月6日、栗東トレーニングセンターに厩舎を開業。3月16日、JRA初出走となる阪神2Rはビップライアンの12着。4月14日、阪神7Rをベルシャンブル号（北村友一騎乗）で勝利しJRA初勝利を飾る　。

## 調教師成績
|            | 日付           | 競馬場・開催    | 競走名           | 馬名               | 頭数 | 人気 | 着順 |
| ---------- | -------------- | --------------- | ---------------- | ------------------ | ---- | ---- | ---- |
| 初出走     | 2024年3月16日  | 1回阪神7日目2R  | 3歳未勝利クラス  | ビップライアン     | 14頭 | 12   | 10着 |
| 初勝利     | 2024年4月14日  | 2回阪神8日目7R  | 4歳以上1勝クラス | ベルシャンブル     | 17頭 | 5    | 1着  |
| 重賞初出走 | 2024年11月10日 | 3回福島4日目11R | 福島記念         | ベラジオソノダラブ | 16頭 | 14   | 16着 |
| 重賞初勝利 |                |                 |                  |                    |      |      |      |
| GI初出走   |                |                 |                  |                    |      |      |      |
| GI初勝利   |                |                 |                  |                    |      |      |      |

## エピソード
- 2007年4月に境厩舎に所属し最初に担当した一頭がサマニターフで、同年5月の名古屋競馬の地方交流競走に出走し2着だった。実家から近く、母と姉が応援に来ていた[2]。
- 2022年に担当馬のシャマルがGIチャンピオンズカップに出走した際にも、中京競馬場に家族が応援に来てくれていた[2]。